# Бёртон, Децимус
Децимус Бёртон (англ. Decimus Burton; 30 сентября 1800, Блумсбери — 14 декабря 1881, Лондон) — выдающийся английский архитектор и садово-парковый проектировщик XIX века. Работал в викторианскую эпоху в различных стилях: «римского возрождения», «греческого возрождения», георгианского неоклассицизма и стиля Регентства. Был одним из основателей и вице-президентом Королевского института британских архитекторов, с 1840 года — архитектором Королевского ботанического общества и одним из первых членов клуба «Атенеум» (Athenaeum) в Лондоне.

## Семья Бёртонов
Будущего архитектора назвали Децимусом (лат. decimus — десятый), потому что он был десятым ребёнком в семье Джеймса Бёртона (1761—1837), выдающегося лондонского застройщика (property developer), и Элизабет Уэстли (1761—1837) из Лоутона, Эссекс, дочери Джона и Мэри Уэстли. Его отец вначале носил фамилию Халибёртон, но в 1794 году, между рождением четвёртого и пятого ребёнка, сократил её до Бёртона. Дедом Децимуса по отцовской линии был Уильям Халибёртон (1731—1785), лондонский застройщик шотландского происхождения.
Со стороны отца прапрадедами Децимуса были преподобный Джеймс Халибертон (1681—1756) и Маргарет Элиотт, дочь сэра Уильяма Элиотта, 2-го баронета, и тётя Джорджа Августа Элиотта, 1-го барона Хитфилда. Децимус также был потомком Джона Халибертона (1573—1627), из семьи которого по материнской линии происходил сэр Вальтер Скотт.
Бёртон приходился двоюродным братом канадскому писателю и члену парламента от британских консерваторов Томасу Чендлеру Халибёртону и британскому государственному служащему лорду Халибёртону, который был первым коренным канадцем, получившим звание пэра Соединенного Королевства. Среди братьев и сестер Децима были египтолог Джеймс Бёртон и врач Генри Бёртон. Он приходился племянником Констанс Мэри Фирон, основательнице Общества Фрэнсиса Бэкона.

## Биография архитектора
С 1805 года Децимус воспитывался в особняке своего отца, Мейблдон-Хаус, в Кенте (юго-восточная Англия). Первые уроки Децимус получил у отца, затем обучался рисованию у Джорджа Мэддокса. В 1815 году Джеймс Бёртон взял Децимуса в Гастингс (восточный Суссекс), где они вдвоём позднее проектировали и строили здания морского курорта Сент-Леонардс-он-Си, а в 1816 году Децимус начал работать в офисе Джеймса Бёртона. Работая на своего отца, Децимус участвовал в проектировании и строительстве Риджент-стрит. Одновременно Мэддокс обучал Децимуса архитектурному проектированию. После первого года обучения Децимус представил в Королевскую академию проект моста, который был одобрен.
В 1817 году Децимус поступил в школу Королевской академии художеств в Лондоне. Благодаря авторитету отца Бёртон смог поступить в школу в беспрецедентно молодом возрасте, не имея практического опыта. В школе его педагогом был знаменитый архитектор, сторонник неопалладианского стиля сэр Джон Соун, на которого работал его брат Джеймс.
После путешествия по Греции, по возвращении в Англию Децимус Бёртон начал плодотворную деятельность в качестве архитектора, рисовальщика, проектировщика садов и парков. Децимус много строил в Лондоне, сначала помогая отцу, а затем самостоятельно, а также по проектам Джона Нэша, для которого он разработал проект Корнуоллской террасы, расположенной в Риджентс-парке. До 1844 года архитектор жил и работал в собственном доме на Док-стрит в Лондоне. В 1832 году Децимус Бёртон был избран членом Лондонского королевского общества.
Бёртон успешно выполнял множество проектов. Он входил в аристократические круги Англии, был «в прекрасных отношениях» с принцессой Викторией и с герцогиней Кентской.
Децимус Бёртон вышел на пенсию в 1869 году и умер в декабре 1881 года на Глостер-роуд, 1, Кенсингтон, и был похоронен на кладбище Кенсал-Грин рядом с могилами брата Генри и сестры Джесси. Он умер последним из своих братьев и сестёр. Над его могилой установлен саркофаг из серого корнуоллского гранита на ступенчатом основании с навершием в виде пирамиды. В 2001 году его могила была внесена в список памятников архитектуры II степени.
Децимус Бёртон никогда не был женат. После его смерти всё имущество, включая обширную библиотеку, архитектурные проекты и заметки, перешло к потомкам его семьи, в основном к его племяннику Альфреду Генри Бёртону (умершему в 1917 году) и двум его незамужним племянницам, Хелен и Эмили Джейн Вуд, которая впоследствии продала свою долю, несмотря на то, что он оставил свою библиотеку Королевскому институту британских архитекторов, президентом которого он был. Бёртон также пожертвовал музею Виктории и Альберта двести гипсовых слепков из своей обширной коллекции. Среди имущества Бёртона после его смерти была картина с изображением святого Иоанна, скопированная сэром Джошуа Рейнольдсом с оригинала Рафаэля; архитектурные макеты, скульптуры, гравюры, чертежи и рисунки. В некрологе говорилось: «Ни один архитектор не был более известен и ни один не пользовался большим уважением, потому что он был любезен, значителен и мягок со всеми».

## Творческая деятельность
Среди основных архитектурных работ Бёртона — реконструкция Гайд-парка в Лондоне (1825); Грин-парк и парк Сент-Джеймс; Риджентс-парк (включая Корнуолл-Террас, Йорк-Террас, Кларенс-Террас, Честер-Террас и виллы Внутреннего Круга, в том числе его собственный особняк Холм и оригинальный Дом Уинфилда); ограждение переднего двора Букингемского дворца, из которого он перенёс Мраморную арку Нэша на новое место (1851); клуб «Athenaeum»; расширение Террасы Карлтон Хаус (проект Дж. Нэша); Весенние сады в Сент-Джеймс; Пальмовый дом и Умеренный дом в Кью-Гарденс. Бёртон проектировал приморские города Сент-Леонардс-он-Си, Флитвуд и Фолкстон, а также Ройал-Танбридж-Уэллс. Его поместье Калверли (от которого сохранилась лишь небольшая часть) получило высокую оценку.
Бёртон завершал многие проекты Дж. Нэша для Ридженс-парка. Его первым крупным собственным проектом был «Колизей» в том же парке (1823): огромный выставочный зал с куполом (снесён в 1875 году), там же он построил в 1827 году Гроув-хаус. После этих работ Бёртон взялся за создание садов и прилегающих построек нового лондонского зоопарка, таких как здание Ламы (1828) и Дом Жирафа (1834).
Его работы включали Триумфальную арку в честь герцога Веллингтона (1825); вначале арка была дополнена конной статуей герцога, позже заменённой квадригой работы Адриана Джонса (1912). Арка Веллингтона, или Арка Конституции, служила главным входом в парк Сент-Джеймс и Грин-парк. Она также задумывалась в качестве северных триумфальных ворот на территорию недавно построенного Букингемского дворца. По замыслу Бёртона, вокруг возводимой Арки должно было возникнуть пространство для проведения национальных праздников.
Децимус Бёртон более тридцати лет работал над планировкой и многими постройками Королевских садов в Кью. Архитектор экспериментировал с новыми методами, материалами и приёмами строительства из металла и стекла, предвосхищая сооружения, возведённые Джозефом Пакстоном, такие как Хрустальный дворец для Всемирной выставки 1851 года. Вместе с литейщиком по металлу Ричардом Тёрнером он спроектировал «Пальмовый дом» (1844—1848), оранжерею из стекла и кованого железа, которая была в то время самой большой в мире (110 метров в длину, 30 метров в ширину и 20 метров в высоту). Затем он спроектировал ещё более крупный Темперейт-хаус (Умеренный дом), но не дожил до его завершения. Часть дома открылась в 1863 году, но из-за нехватки средств она не была завершена до 1898 года. Другие проекты в Кью включали Ворота Виктории (1848) и Дом водяных лилий (1852).
Крупным проектом Бёртона было строительство морского курорта Флитвуд на побережье Ланкашира. Работа отца и сына Бёртонов в Сент-Леонардс-он-Си в Восточном Суссексе (1827—1837) произвела впечатление на богатого землевладельца Питера Хескета. Он поручил Децимусу Бёртону заложить новый портовый город. Постройки Бёртона во Флитвуде включают отель North Euston, маяк Фарос, террасу Королевы, церковь Святого Петра, здание ратуши.
Основным для проектов и построек Бёртона оставался классицистический стиль. Однако в проектах, выполненных для сельской местности, Бёртон чаще обращался, в соответствии с английской традицией, к неоготическому стилю.

## Галерея

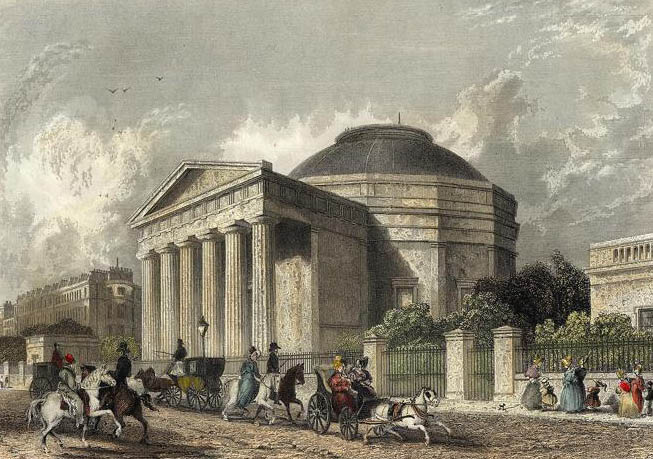
Колизей (Coliseum). 1823. Ридженс-парк (снесён в 1875 году). Цветная литография 1837 г.
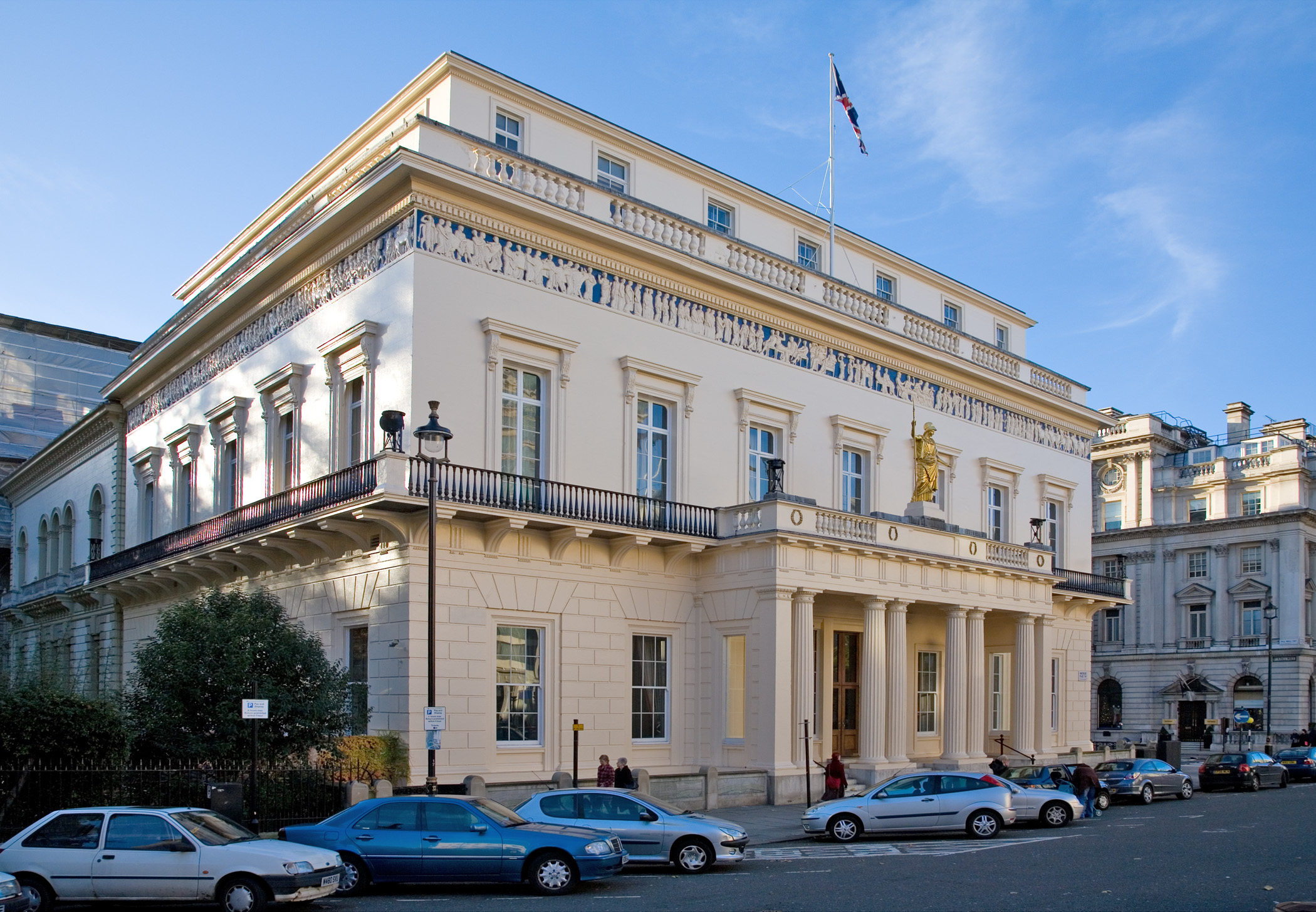
Клуб «Атенеум». Лондон. 1824-1830
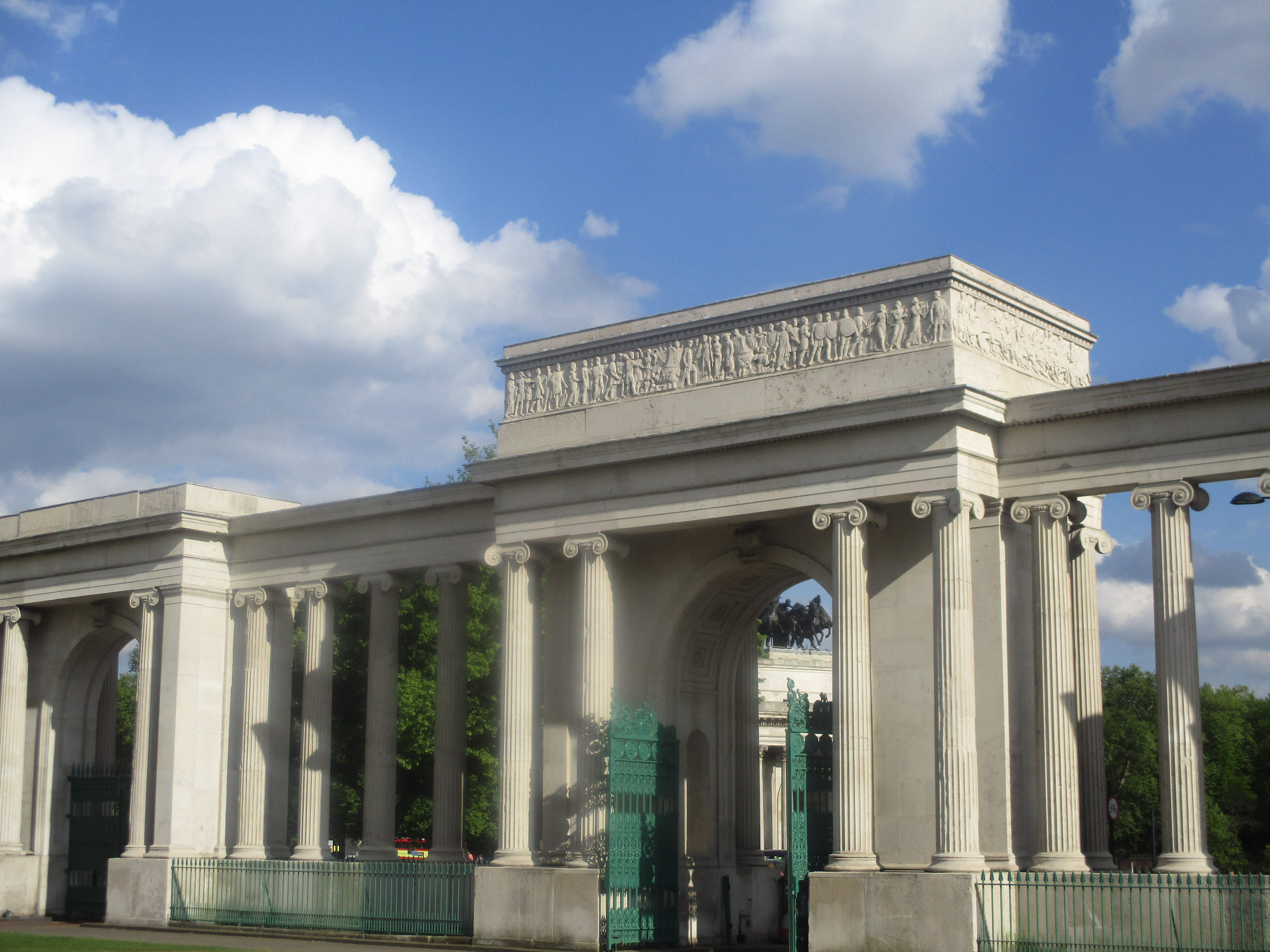
Аркада (Угловые ворота) Гайд-парка (Corner Screen). 1826-1829
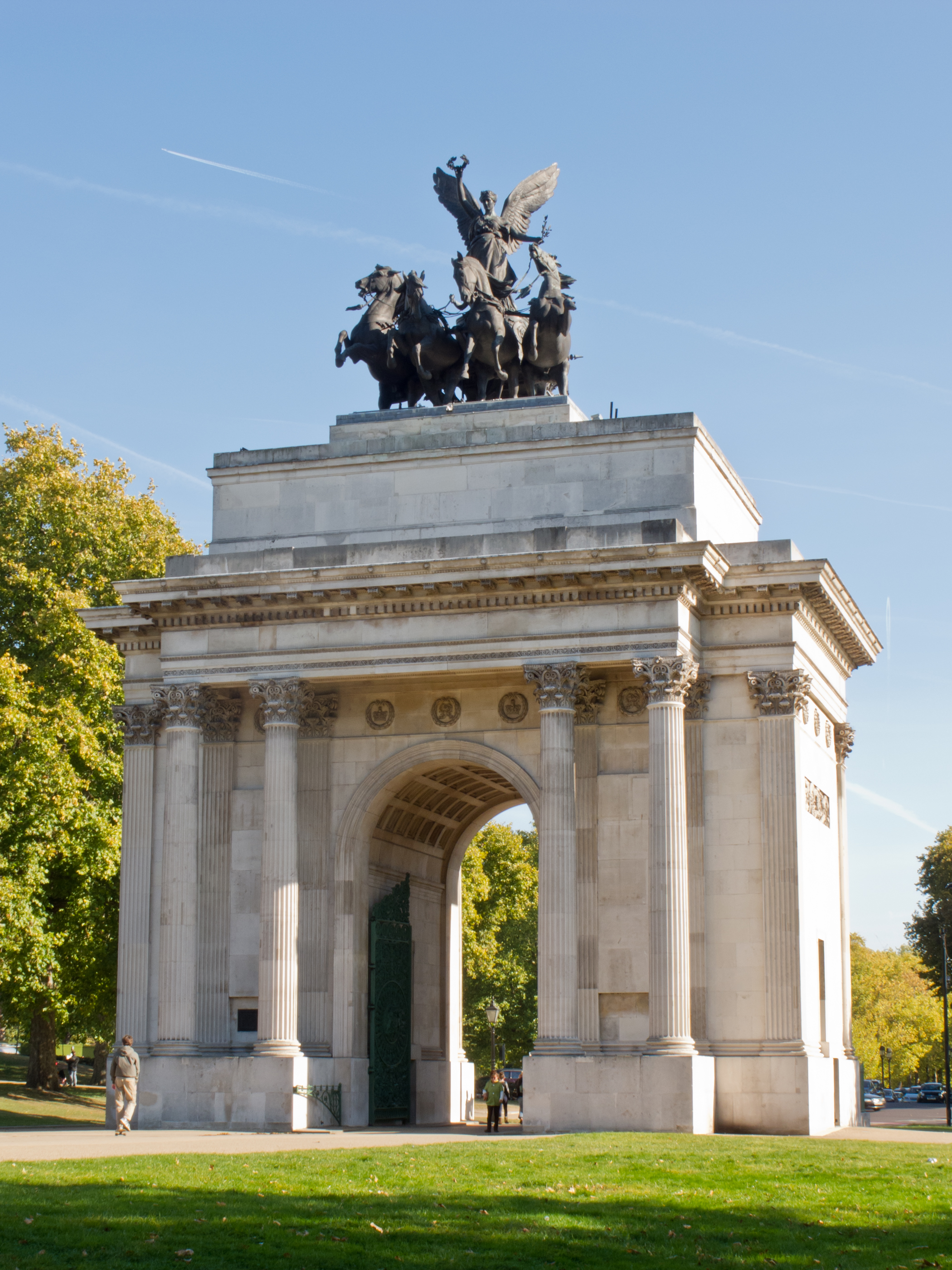
Арка Веллингтона. 1825
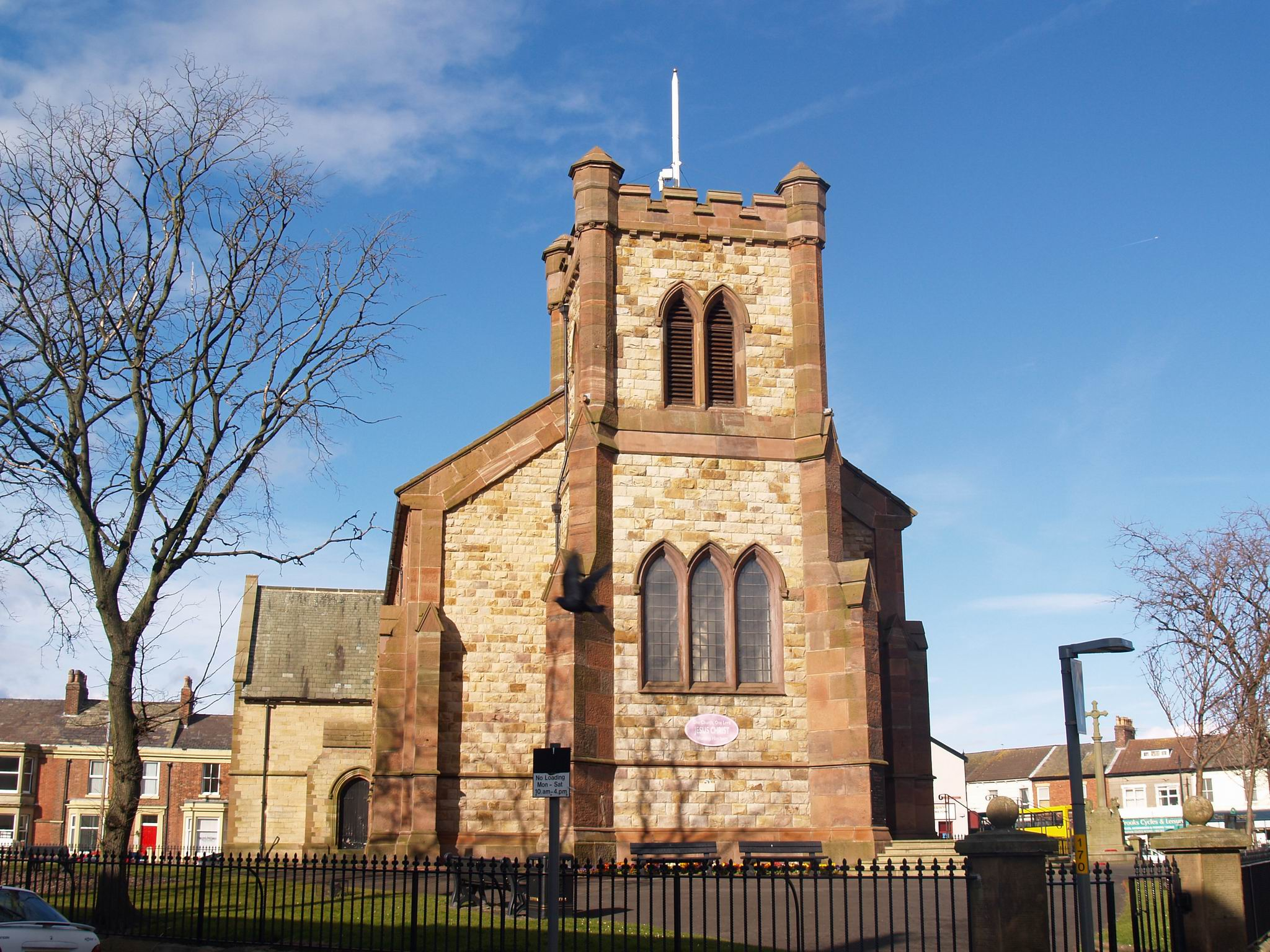
Церковь Св. Петра. Флитвуд. 1841
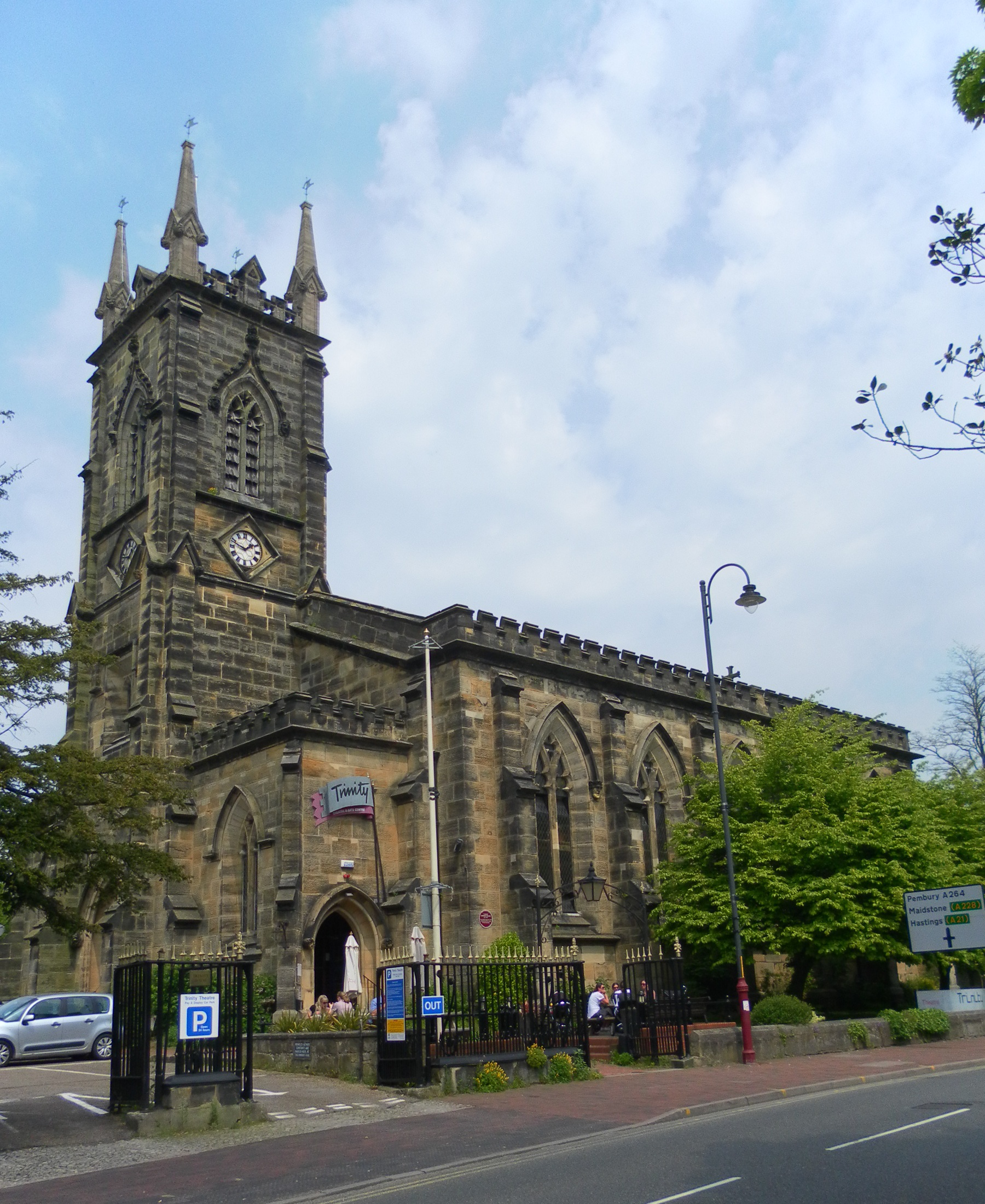
Церковь Пресвятой Троицы. Танбридж, Уэльс. 1827-1829
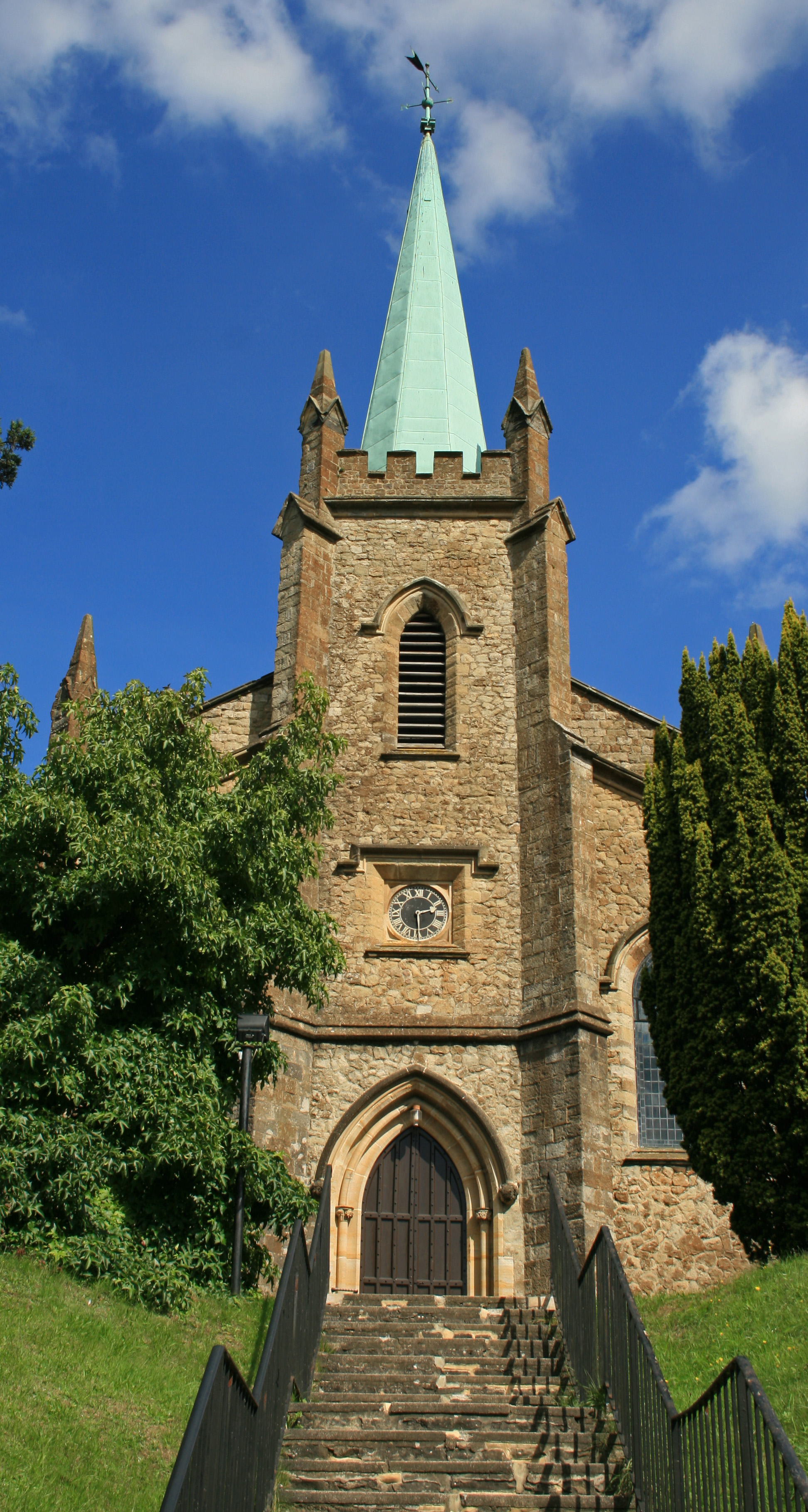
Церковь Св. Марии. 1831. Риверхед, Кент